# پرچم کارولینای شمالی
پرچم کارولینای شمالی در ۲۲ ژوئن ۱۸۶۱ پذیرفته شد.